# Années 1150
Les années 1150 couvrent la période de 1150 à 1159.

## Événements
- 1149-1167 : une période de sécheresse accélère l’effondrement de la civilisation Toltèque de Tula.  Les Chichimèques, nomades venus du nord du Mexique, alliés à d’autres peuples envahissent la vallée centrale avant de piller Tula qui incendiée, est abandonnée entre 1050 et 1200[1].
- 1150-1300 : troisième période Pueblo[2]. La culture Anasazi domine le sud-ouest de l’Amérique du Nord, déterminant le faciès culturel général des Pueblos ; les sites les plus fameux se trouvent en Mesa Verde.
- 1150-1280 : guerre des Chola contre les Pandya en Inde du Sud. Début du déclin de l’empire Chola[3].
- 1150-1181 : période de trouble au Cambodge à la mort de Suryavarman II[4].
- 1151-1160 : conquête du Maghreb par les Almohades. Bougie et le royaume Hammadide sont annexés et les Arabes hilaliens sont soumis (1151-1152), les Normands de Sicile sont chassés d'Ifriqiya (1159-1160)[5]. Les Almohades obligent Juifs et chrétiens d’Afrique du Nord à se convertir à l’Islam. Ceux qui refusent doivent s'exiler ou sont mis à mort[6].
- 1154 : le Zengide Nur ad-Din unifie la Syrie musulmane en prenant Damas[7]. Il se pose en champion de l’islam contre ses ennemis intérieurs et extérieurs : défenseur de l’orthodoxie sunnite, il prend des mesures contre les chiites d’Alep, fonde des écoles (medersas) et favorise les fondations de communautés de sûfîs (hanaqah), tandis que prêcheurs et poètes dénoncent la collusion des hétérodoxes avec les Francs[8].
- 1159-1160 : rébellion de Heiji au Japon. Révolte des Fujiwara et des Minamoto contre les Taira. Le clan Taira évince les Fujiwara et domine la cour jusqu'en 1181)[9].

### Europe
- 1147-1212 : conquête almohade d'al-Andalus[10]. Les Almohades interdisent la pratique du judaïsme et du christianisme dans toutes les provinces déjà soumises à la législation musulmane. Un grand nombre de Juifs de Mozarabes andalous sont tués, une minorité adopte la religion musulmane, les autres se réfugient dans les royaumes chrétiens du nord auprès des rois chrétiens qui les utilisent dans l’administration. Alphonse VII de Castille poste à Calatrava, sur sa frontière sur le Guadiana, son almojarife (intendant) Jeuda ben Erza, d’une grande famille juive de Cordoue réfugiée à Tolède. De Calatrava, Jeuda accueille les Juifs persécutés par les Almohades, et les dirige vers les communautés septentrionales (Tolède, Ségovie, Burgos, Saragosse, Tudela…). Ils font vite souche en gardant leurs patronymes andalous (Ben Abbas, Al-Fasi, Al-Constantini, Ben Menir, Ben Shaprut, Ben Shuaib…)[11].

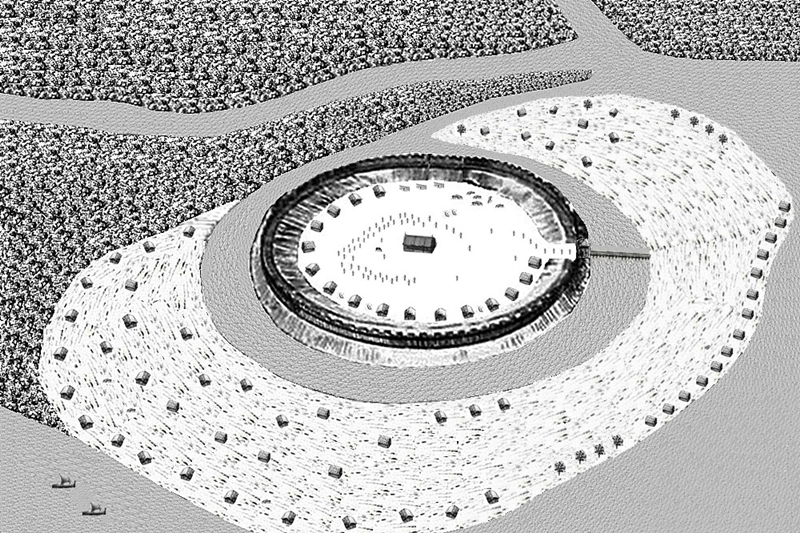
Essai de reconstitution de la forteresse slave de Brandebourg prise par Albert l'Ours en 1057.

- 1150-1200 : poursuite du Drang nach Osten, progression du germanisme vers l’Est au détriment des Slaves. Albert l'Ours hérite du Havelland du prince slave Pribislav (de), dernier souverain des  Havellanes (de). En 1157 il organise la marche de Brandebourg jusqu’à sa mort en 1170[12].
- Vers 1150 : première phase de la colonisation allemande en Transylvanie[13] et sur les contreforts des Tatras (Kežmarok vers 1120-1150[14]).
- Vers 1150-1160 : progrès de la religion cathare[15]. Elle se répand d’abord en Allemagne et dans le Nord de la France avant de s’implanter en Italie (Lombardie, Toscane, Marches), en Catalogne et en Languedoc (Albigeois). En Languedoc, les hérétiques reçoivent l’appui des seigneurs locaux et profitent de l’infériorité morale du clergé méridional. Ils s’imposent grâce à l’action des parfaits, vivant d’aumônes, qui répandent l’instruction et les soins médicaux, et grâce aussi à la tolérance du comte Raymond VI de Toulouse. Ils organisent dans le Lauragais (Fanjeaux, Montréal, Laurac) une véritable Église avec six évêchés soutenus par l’aristocratie locale et le peuple. La doctrine cathare se rattache au manichéisme oriental, opposant deux principes fondamentaux, le bien et le mal, et le monde de la matière à celui de l’esprit. La masse des adeptes n’est soumise à aucune obligation particulière ; les parfaits, en revanche, mènent une vie très austère, répandant la doctrine et réconciliant les pécheurs à leurs derniers instants par le consolamentum[16].

- 1150-1152 : intervention de Byzance en Hongrie sous Manuel Ier Comnène. Au cours des XIIe et XIIIe siècles, les querelles de succession provoquent des interventions étrangères et poussent les adversaires à faire aux grands d’importantes donations aux dépens du domaine royal. Les pouvoirs du roi s’en trouvent affaiblis, tandis que se constitue une noblesse puissante[17].
- 1154 : fin de la guerre civile anglaise[18].
- 1155 : les Pouilles en Italie du Sud sont occupées par les Byzantins[19].

- Vers 1155/1157 : le roi de Suède Érik IX Jedvardson et l’évêque d’Uppsala Henrik entreprennent une première croisade contre les Finnois dans des buts de conversion au christianisme. L’évêque aurait subi le martyre et son corps été inhumé dans la cathédrale d’Åbo (Turku)[20]. L’action des premiers missionnaires reste limitée à la région autour de Turku.
- 1157 : début de la Lutte du sacerdoce et de l'Empire[21].

- Les écoles de Paris l’emportent sur celles de Laon, Chartres et Melun. Elles attirent maîtres et élèves étrangers[22].

## Personnages significatifs

### Culture et religion
- Al Idrissi
- Albert l'Ours
- Benoît de Sainte-Maure
- Nicolas Breakspear
- Gratien, moine camaldule bolonais (né v. 1095), fondateur du droit canonique.
- Pierre Lombard
- Thierry de Chartres.
- Wace

### Politique
- Abd al-Mumin (Almohades)
- Aliénor d'Aquitaine
- Alphonse VII de Castille.
- Baudouin III de Jérusalem
- Éric IX de Suède
- Frédéric Barberousse
- Géza II de Hongrie
- Guillaume Ier de Sicile
- Henri II d'Angleterre
- Henri XII de Bavière
- Iouri Dolgorouki
- Kılıç Arslan II
- Louis VII de France
- Manuel Ier Comnène
- Nur ad-Din
- Raimond-Bérenger IV de Barcelone
- Renaud de Châtillon
- Robert II d'Aversa
- Roger II de Sicile
- Sanjar
- Valdemar II de Danemark